# برایان ایسدیل
برایان ایسدیل (انگلیسی: Brian Easdale؛ ۱۰ اوت ۱۹۰۹ – ۳۰ اکتبر ۱۹۹۵) یک آهنگساز اهل بریتانیا بود.
وی همچنین برنده جوایزی همچون جایزه اسکار بهترین موسیقی فیلم شده است.